# 葉盛茂
葉盛茂（1943年—），中華民國法務部調查局前局長。畢業於國立中興大學法商學院（今國立臺北大學）法律系，調查班第4期畢業，在陳水扁擔任台北市長時期，葉盛茂是台北市政府政風處處長。2001年8月，接替王光宇擔任調查局局長，總計在位8年。卸任調查局長後遭起訴並被判刑，成為第一位被羈押及入獄的卸任調查局局長。

## 學歷
- 國立中興大學法商學院（今國立臺北大學）法律系畢業。
- 1968年公務人員特種考試調查人員乙等考試優等及格。
- 法務部調查局幹部訓練所調查班第四期結業。
- 法務部調查局幹部訓練所調查班輔導員第十一期結業。

## 經歷
- 法務部調查局台灣省調查處調查站調查員、秘書、副主任、桃園縣調查站主任。
- 法務部調查局台北市調查處副處長。
- 台北市政府人事處副處長。
- 台北市政府政風處處長。
- 法務部調查局副局長。

## 爭議

### 扁家密帳案
由於葉盛茂在調查局長任內涉嫌將艾格蒙聯盟調查陳水扁家族洗錢的情資洩漏給陳水扁，2008年12月4日一審宣判，被判有期徒刑10年、褫奪公權5年。2011年5月20日臺灣高等法院二審宣判，被判有期徒刑6年，其中洩密罪被判有期徒刑2年6月定讞，7月14日晚間入監，編號3411。2012年9月13日，假釋出獄。因隱匿扁媳黃睿靚瑞士帳戶情資等案被判刑1年4月確定，2013年3月12日再度入監。2013年8月30日達假釋門檻，通過假釋審查委員會審查核准假釋後，15時40分離開台北監獄。另外可能涉及妨礙秘密罪，2015年12月8日台北地檢署認為罪證不足，做出不起訴處分。

## 另見
- 艾格蒙聯盟
- 陳水扁家庭密帳案

## 外部連結
- 2001年調查局長換人 副局長葉盛茂升任 （页面存档备份，存于）

1. ↑  .   [November 15, 2014]. （原始内容存档于2014-11-15） （中文）.